# Patriota (Brasilien)
Patriota war eine rechtsextreme und  christlich-fundamentalistische Partei in Brasilien.

## Geschichte
Patriota entstand 2011 unter dem Namen Partido Ecológico Nacional (PEN) als Abspaltung der Sozial-Christlichen Partei (PSC). PEN steht in Brasilien auch als Abkürzung für die dort einflussreichen Pentecostais; um breitere Bevölkerungsschichten in dem mehrheitlich katholischen Land anzusprechen, benannte man sich in Patriota um.
Bei den Präsidentschaftswahlen 2018 erreichte der Kandidat Cabo Daciolo rund 1,3 % der Stimmen und landete auf dem 6. Platz. Seit 2019 ist sie mit ihrem Mitglied Armeegeneral Augusto Heleno Ribeiro Pereira im Kabinett für Institutionale Sicherheit (Gabinete de Segurança Institucional da Presidência da República) im Kabinett des Jair Bolsonaro vertreten.

## Ideologie
Die Partei strebt an, Brasilien in einen christlichen Gottesstaat umzuformen.
Im Unterschied zu den beiden anderen rechtsreligiösen Parteien PSL und PSC, die ihre ideologischen und personellen Wurzeln in der evangelikalen Pfingstbewegung haben und radikal wirtschaftsliberale Programme verfolgen, steht Patriota für eine Integration aller christlichen Gruppen einschließlich der Bevölkerungsmehrheit der Katholiken, ist wirtschaftspolitisch eher etatistisch ausgerichtet und befürwortet einen staatlichen Interventionismus, eine protektionistische Wirtschaftsordnung und begrenzte soziale Absicherung.

## Mitgliederentwicklung
| Jahr                 | Zahl    |
| -------------------- | ------- |
| als PEN: 2016, April | 68.687  |
| als PEN: 2017, April | 72.673  |
| als PEN: 2018, April | 79.794  |
| 2020, April          | 331.629 |